# Fokker-Planck-Gleichung

Lösung der 1D Fokker-Planck-Gleichung mit Drift- und Diffusionsterm. Die Anfangsbedingung ist eine Deltafunktion bei, und die Verteilung driftet nach links.

Die Fokker-Planck-Gleichung (FPG, nach Adriaan Daniël Fokker (1887–1972) und Max Planck (1858–1947)) ist eine partielle Differentialgleichung. Sie beschreibt die zeitliche Entwicklung einer Wahrscheinlichkeitsdichtefunktion {\displaystyle P(x)} unter der Wirkung von Drift {\displaystyle A(x,t)} und Diffusion {\displaystyle B(x,t)}. In ihrer eindimensionalen Form lautet die Gleichung:
{\displaystyle {\frac {\partial }{\partial t}}P(x,t)=-{\frac {\partial }{\partial x}}{\Big [}A(x,t)\,P(x,t){\Big ]}+{\frac {1}{2}}{\frac {\partial ^{2}}{\partial x^{2}}}{\Big [}B(x,t)\,P(x,t){\Big ]}}
In der Wahrscheinlichkeitstheorie ist diese Gleichung auch bekannt als Kolmogorov-Vorwärtsgleichung und in diesem Fall nach dem Mathematiker Andrei Nikolajewitsch Kolmogorow benannt. Sie ist eine lineare parabolische partielle Differentialgleichung, die sich nur für einige Spezialfälle (einfache Körpergeometrie; Linearität der Randbedingungen, des Drift- und des Diffusionskoeffizienten) analytisch exakt lösen lässt.
Für verschwindende Drift {\displaystyle A(x,t)=0} und konstante Diffusion {\displaystyle B(x,t)=B} geht die FPG in die Diffusions- (oder auch Wärmeleitungs-) Gleichung über.
In {\displaystyle D} Dimensionen lautet die Fokker-Planck-Gleichung
{\displaystyle {\frac {\partial }{\partial t}}P(\mathbf {x} ,t)=-\sum _{i=1}^{D}{\frac {\partial }{\partial x_{i}}}{\Big [}A_{i}(x_{1},\ldots ,x_{D})P(\mathbf {x} ,t){\Big ]}+{\frac {1}{2}}\sum _{i=1}^{D}\sum _{j=1}^{D}{\frac {\partial ^{2}}{\partial x_{i}\,\partial x_{j}}}{\Big [}B_{ij}(x_{1},\ldots ,x_{D})P(\mathbf {x} ,t){\Big ]}}
Von der Smoluchowski-Gleichung spricht man, wenn {\displaystyle x} die Positionen der Teilchen im System beschreibt.
Für Markovsche Prozesse geht die FPG aus der Kramers-Moyal-Entwicklung hervor, die nach der zweiten Ordnung abgebrochen wird.
Von großer Bedeutung ist die äquivalente Beschreibung von Problemen durch Langevin-Gleichungen, die im Vergleich zur FPG die mikroskopische Dynamik stochastischer Systeme beschreiben und – im Gegensatz zur FPG – im Allgemeinen nichtlinear sind.

## Herleitung
Die FPG lässt sich aus der kontinuierlichen Chapman-Kolmogorow-Gleichung, einer allgemeineren Gleichung für die Zeitentwicklung von Wahrscheinlichkeiten bei Markow-Prozessen, herleiten, falls {\displaystyle x} eine kontinuierliche Variable ist und die Sprünge in {\displaystyle x} klein sind. In diesem Fall ist eine Taylor-Entwicklung  (in diesem Fall wird sie auch als Kramers-Moyal-Entwicklung bezeichnet) der Chapman-Kolmogorow-Gleichung
{\displaystyle P(x,t)=\int {P\left(x-\Delta x,t-\Delta t\right)\Psi \left(x-\Delta x,\Delta x\right)\mathrm {d} ^{D}\!\left(\Delta x\right)}}
möglich und ergibt die FPG.
Dabei ist {\displaystyle \Psi \left(x-\Delta x,\Delta x\right)} die Wahrscheinlichkeit, dass ein Zustand von {\displaystyle \left(x-\Delta x\right)} übergeht zum Zustand {\displaystyle x}. Man kann die Entwicklung auch direkt von der Mastergleichung starten, dann ist die Taylorentwicklung nach der Zeit nicht mehr nötig.
Unter der Annahme, dass die Übergangswahrscheinlichkeit {\displaystyle \Psi } bei großen Abständen {\displaystyle \Delta x} klein ist (eben nur kleine Sprünge stattfinden) kann man folgende Taylor-Entwicklung verwenden (unter Benutzung der Summenkonvention):
{\displaystyle {\begin{aligned}P(x,t)\approx \int P(x,t)\Psi \left(x,\Delta x\right)-\Delta t\,\Psi \left(x,\Delta x\right){\frac {\partial P(x,t)}{\partial t}}&-\Delta x_{i}\,{\frac {\partial }{\partial x_{i}}}P(x,t)\Psi \left(x,\Delta x\right)\\&+{\frac {1}{2}}\Delta x_{i}\Delta x_{j}\,{\frac {\partial ^{2}}{\partial x_{i}\partial x_{j}}}P(x,t)\Psi \left(x,\Delta x\right)\;\,\mathrm {d} ^{D}\!\left(\Delta x\right)\end{aligned}}}
Durch Ausführen der Integration (da {\displaystyle P} nicht von {\displaystyle \Delta x} abhängt kann es aus den Integralen herausgezogen werden) erhält man dann
{\displaystyle {\frac {\partial P}{\partial t}}=-{\frac {\partial }{\partial x_{i}}}\left\langle \Delta x_{i}\right\rangle P+{\frac {1}{2}}{\frac {\partial ^{2}}{\partial x_{i}\partial x_{j}}}\left\langle \Delta x_{i}\Delta x_{j}\right\rangle P}
mit
{\displaystyle A_{i}=\left\langle \Delta x_{i}\right\rangle ={\frac {1}{\Delta t}}\int \Delta x_{i}\Psi \,\mathrm {d} ^{D}\Delta x}
{\displaystyle B_{ij}=\left\langle \Delta x_{i}\Delta x_{j}\right\rangle ={\frac {1}{\Delta t}}\int {\Delta x_{i}\Delta x_{j}\Psi \,\mathrm {d} ^{D}\Delta x}}

## Stationäre Lösung
Die stationäre Lösung {\displaystyle P_{s}(x,t)} der eindimensionalen FPG, d. h. {\displaystyle {\frac {\partial }{\partial t}}P_{s}(x,t)=0} für alle {\displaystyle t}, ist gegeben durch
{\displaystyle P_{s}(x,t)=P_{s}(x)={\frac {n}{B(x)}}\exp \left(2\int _{x_{0}}^{x}{\frac {A(x')}{B(x')}}\mathrm {d} x'\right),}
wobei die Normierungskonstante {\displaystyle n} mit Hilfe der Bedingung {\displaystyle \int _{-\infty }^{\infty }P_{s}(x)\mathrm {d} x=1} bestimmt werden kann. Dabei ist zu beachten, dass das Integral für den unteren Rand {\displaystyle x_{0}} verschwindet.
Im Fall höherer Dimensionen lässt sich im Allgemeinen keine stationäre Lösung mehr finden; hier ist man auf verschiedene Näherungsverfahren angewiesen.

## Zusammenhang mit stochastischen Differentialgleichungen
Sei für die Funktionen {\displaystyle \mathbf {U} \colon \mathbb {R} ^{n}\times \mathbb {R} _{+}\to \mathbb {R} ^{n}} und {\displaystyle \mathbb {V} \colon \mathbb {R} ^{n}\times \mathbb {R} _{+}\to \mathbb {R} ^{n\times m}}. Dann ist die stochastische Differentialgleichung für den Ito-Prozess {\displaystyle \{\mathbf {X} _{t}\}_{t\in \mathbb {R} _{+}}} (in der Ito-Interpretation) gegeben durch
{\displaystyle \mathrm {d} \mathbf {X_{t}} =\mathbf {U} (\mathbf {X_{t}} ,t)\mathrm {d} t+\mathbb {V} (\mathbf {X_{t}} ,t)\mathrm {d} \mathbf {W_{t}} },
wobei {\displaystyle (\mathbf {W_{t}} )} einen {\displaystyle m}-dimensionalen Wiener-Prozess (Brownsche Bewegung) bezeichnet. Dann erfüllt die Wahrscheinlichkeitsdichtefunktion {\displaystyle P(\mathbf {X_{t}} =\mathbf {x} ,t)=:P(\mathbf {x} ,t)} der Zufallsvariablen {\displaystyle \mathbf {X} _{t}} eine FPG, bei der Drift- bzw. Diffusionskoeffizienten gegeben sind durch {\displaystyle \mathbf {A} =\mathbf {U} } und {\displaystyle \mathbb {B} =(B_{ij})=\mathbb {V} \mathbb {V} ^{T}}.

## Fokker-Planck-Gleichung und Pfadintegral
Jede Fokker-Planck-Gleichung ist äquivalent zu einem Pfadintegral. Dies folgt z. B. daraus, dass die allgemeine Fokker-Planck-Gleichung für {\displaystyle D} Variablen {\displaystyle \mathbf {q} =\{q_{i}\}}
{\displaystyle {\begin{aligned}{\frac {\partial }{\partial t}}P(\mathbf {q} ,t)&=F\left({\frac {\partial }{\partial \mathbf {q} }},\mathbf {q} ,t\right)P(\mathbf {q} ,t),\\F\left({\frac {\partial }{\partial \mathbf {q} }},\mathbf {q} ,t\right)&=-\sum _{i=1}^{D}{\frac {\partial }{\partial q_{i}}}A_{i}(\mathbf {q} )+{\frac {1}{2}}\sum _{i=1}^{D}\sum _{j=1}^{D}{\frac {\partial ^{2}}{\partial q_{i}\,\partial q_{j}}}B_{ij}(\mathbf {q} ),\end{aligned}}}
dieselbe Struktur wie die Schrödingergleichung hat. Der Fokker-Planck-Operator {\displaystyle F} entspricht dem Hamilton-Operator, die Wahrscheinlichkeitsdichtefunktion {\displaystyle P} entspricht der Wellenfunktion. Das zur Fokker-Planck-Gleichung äquivalente Pfadintegral lautet entsprechend (siehe Pfadintegral)
{\displaystyle Z=N\int _{-\infty }^{\infty }{\mathcal {D}}\mathbf {q} \int _{-i\infty }^{i\infty }{\mathcal {D}}\mathbf {\tilde {q}} e^{\int L\mathrm {d} t},\;\;L=F\left(-\mathbf {\tilde {q}} ,\mathbf {q} ,t\right)-\mathbf {\tilde {q}} \cdot {\frac {\partial }{\partial t}}\mathbf {q} ,}
wobei {\displaystyle N} ein konstanter Normierungsfaktor ist. Pfadintegrale dieser Art sind in der kritischen Dynamik Ausgangspunkt für Störungsrechnung und Renormierungsgruppe. Die Variablen {\displaystyle \mathbf {q} } stehen dabei z. B. für die Fourierkomponenten des Ordnungsparameters. Die Variablen {\displaystyle \mathbf {\tilde {q}} } heißen Responsevariablen. Die Lagrange-Funktion {\displaystyle L} enthält die Responsevariablen nur in quadratischer Form. Im Unterschied zur Quantenmechanik ist es hier jedoch nicht zweckmäßig, die {\displaystyle \mathbf {\tilde {q}} }-Integrationen auszuführen.

## Fokker-Planck-Gleichung in der Plasmaphysik
Die Fokker-Planck-Gleichung ist in der Plasmaphysik vor allem deshalb von Bedeutung, da der Stoßterm der Boltzmann-Gleichung für Plasmen als Fokker-Planck-Term geschrieben werden kann. Der Grund hierfür ist, dass die Bewegung der Teilchen im Plasma von den vielen Stößen mit weit entfernten Partnern dominiert wird, welche nur kleine Änderungen der Geschwindigkeit bewirken (Drift, Diffusion); starke Stöße mit nahen Teilchen sind dagegen vergleichsweise selten und deshalb oft vernachlässigbar.
Die Gleichung wird auch als Landau-Gleichung bezeichnet, da sie erstmals von Lew Dawidowitsch Landau aufgestellt wurde, allerdings nicht in ihrer Fokker-Planck-Form, die im Folgenden beschrieben wird.
In der Landau-Gleichung gibt die Einteilchen-Verteilungsdichte im Geschwindigkeitsraum für Teilchen vom Typ {\displaystyle \alpha }, {\displaystyle f_{\alpha }({\vec {v}},t)} an, wie viele Teilchen es bei einer bestimmten Geschwindigkeit {\displaystyle v} gibt. In einem Plasma, auf das keine äußeren Kräfte wirken, kann die Änderung der Verteilungsdichte durch Kollisionen mit Teilchen vom Typ {\displaystyle \beta } näherungsweise beschrieben werden durch die Gleichung:
{\displaystyle {\frac {\partial f_{\alpha }}{\partial t}}=-{\frac {\partial }{\partial v_{i}}}\left\langle \Delta v_{i}\right\rangle ^{\alpha \beta }f_{\alpha }+{\frac {1}{2}}{\frac {\partial ^{2}}{\partial v_{i}\partial v_{j}}}\left\langle \Delta v_{i}\Delta v_{j}\right\rangle ^{\alpha \beta }f_{\alpha }}
mit
{\displaystyle \left\langle \Delta v_{i}\right\rangle ^{\alpha \beta }=\left(1+{\frac {m_{\alpha }}{m_{\beta }}}\right)\Lambda _{c}\left({\frac {4\pi q_{\alpha }q_{\beta }}{m_{\alpha }}}\right)^{2}{\frac {\partial }{\partial v_{i}}}\left({\frac {1}{4\pi }}\int {\frac {f_{\beta }(v')}{\left|v-v'\right|}}\mathrm {d} v'\right)}
und
{\displaystyle \left\langle \Delta v_{i}\Delta v_{j}\right\rangle ^{\alpha \beta }=\Lambda _{c}\left({\frac {4\pi q_{\alpha }q_{\beta }}{m_{\alpha }}}\right)^{2}{\frac {\partial ^{2}}{\partial v_{i}\partial v_{j}}}\left({\frac {1}{4\pi }}\int f_{\beta }(v')\left|v-v'\right|\mathrm {d} v'\right)}
Dabei ist
- {\displaystyle \Lambda _{c}} der Coulomb-Logarithmus: Je größer sein Wert, umso stärker die Dominanz vieler leichter Kollisionen, und umso besser die Gültigkeit der Landau-Fokker-Planck-Gleichung
- {\displaystyle q_{\alpha }} und {\displaystyle q_{\beta }} die elektrischen Ladungen der Teilchensorten
- {\displaystyle m} ihre Masse.

Da die Teilchen im Plasma auch mit Teilchen der gleichen Spezies kollidieren, ist die Gleichung normalerweise nichtlinear.
Diese Gleichung erhält die Teilchenzahl, den Impuls und die Energie. Außerdem erfüllt sie das H-Theorem, d. h. Stöße führen zu einer Maxwell-Boltzmann-Geschwindigkeitsverteilung.